# Jacques Chalmot du Portail
Jacques Chalmot du Portail (* 1656 aus Poitou; † 1731) war ein königlich-preußischer Generalleutnant der Kavallerie und von 1704 bis 1714 Chef des Kürassier-Regiments Nr. 6 danach bis 1717 des Kürassier-Regiments Nr. 12.
Er war Mitglied der französischen Armee und floh nach Aufhebung des Edikts von Nantes nach Brandenburg. Dort ging er in Brandenburger Armee. Im Jahr 1686 war er Rittmeister, 1691 wurde er Major im Kürassier-Regiment Nr. 6 das den Marquis du Hamel als Chef hatte. Am 12. September 1702 wurde er Oberst bei den Grand-Musketieres und kämpfte im Spanischen Erbfolgekrieg. 1704 wurde er Chef des Kürassier-Regiments Nr. 6. Im Jahr 1705 wurde er Generalmajor der Kavallerie und am 10. Oktober 1717 auch Generalleutnant. Bereits 1714 tauschte es mit Wilhelm Gustav von Anhalt-Dessau gegen dessen Regiment Nr. 12. Er nahm 1717 seinen Abschied mit Pension und starb 1731.